# Домиция Лонгина
Домиция Лонгина (лат. Domitia Longina; 53/55 — 126/130) — древнеримская матрона, жена императора Домициана.

## Биография
Домиция Лонгина родилась в семье видного полководца времен императора Нерона Гнея Домиция Корбулона и Кассии Лонгины. Единоутробной сестрой её отца, была Милония Цезония, четвертая жена Калигулы. Её бабка с материнской стороны Юния Лепида была праправнучкой Августа, а брат деда по матери, Луций Кассий Лонгин, был женат на Юлии Друзилле, сестре Калигулы.
В 69 году в возрасте около 15 лет Домиция Лонгина вышла замуж за Луция Элия Ламию Плавтия Элиана. Уже в 70 году она привлекла внимание будущего императора Домициана, который уговорил её мужа развестись и сам на ней женился. В 73 году, когда Домициан получил второе консульство, Домиция родила ему сына. Имя мальчика неизвестно, он умер в 83 году. Вскоре после прихода к власти Домициан удостоил Домицию почётного звания Августы, а их сын был обожествлён, его портреты чеканились на реверсах монет той эпохи. В 83 году брак дал трещину. По неизвестным причинам Домициан изгнал из дворца Лонгину и стал открыто жить со своей племянницей Юлией Флавией. Джонс предполагает, что император сделал это из-за неспособности жены родить ещё одного сына. В 84 году Домиция Лонгина вернулась во дворец, где она и жила до конца правления Домициана без происшествий. Мало что известно о деятельности Домиции в качестве супруги императора, о том, каким влиянием на государственные дела она обладала, но, по всей видимости, её роль была скромной. Светоний сообщает только, что она сопровождала мужа в амфитеатре, в то время как Иосиф Флавий рассказывает о полученных им от неё выгодах. Неизвестно, были ли у Домициана другие дети, но во второй раз он уже не женился. Несмотря на многочисленные рассказы о его изменах и разводе, брак, похоже, был счастливым.